# آلتو ورا
التو ورا (به اسپانیایی: Alto Verá) یک منطقهٔ مسکونی در پاراگوئه است که در ناحیه ایتاپوا واقع شده‌است.

## خصوصیات
التو ورا ۱۳٬۷۹۹ نفر جمعیت دارد.